# 段韶
段 韶（だん しょう、? - 571年）は、東魏・北斉の軍人。字は孝先、小名は鉄伐。本貫は武威郡姑臧県。

## 経歴
段栄と妻の婁信相のあいだの長男として生まれた。母の婁信相が高歓の妻の婁昭君の姉であったため、段韶は高歓の側近に置かれて、信頼を受けた。528年（建義元年）、親信都督を領した。531年（中興元年）、高歓の下で爾朱兆をはばみ、広阿で戦った。爾朱兆を撃退すると、鄴の劉誕を攻め破った。532年（中興2年）、韓陵の戦いに参加し、部下を率いて先鋒をつとめ、爾朱氏の陣を攻め落とした。533年（永熙2年）、高歓の下で晋陽に進出し、爾朱兆を赤谼嶺に追撃して破った。軍功により下洛県男に封じられた。
536年（天平3年）、西魏の夏州に対する攻撃に参加し、斛抜弥俄突を捕らえ、龍驤将軍・諫議大夫を加えられ、武衛将軍に累進した。後に父の爵位の姑臧県侯を受け、下洛県男の爵位を異母弟の段寧安に譲った。
542年（興和4年）、高歓の下で西魏の宇文泰と邙山で戦った（邙山の戦い）。高歓は退却中に西魏の賀抜勝の襲撃を受けたが、段韶が馬で駆けつけて弓を引き、1矢で西軍の先兵を斃すと、西軍もあえて前に出ようとしなかった。西軍が退却すると、段韶の爵位は公に進んだ。
546年（武定4年）、玉壁の戦いに参戦した。高歓は戦地で病にかかり、玉壁城を落とすことができないまま、晋陽に退却した。段韶は高洋とともに鄴に派遣され、代わりに高澄を鄴から晋陽に呼び出した。軍事の重大事にあたっては、段韶とともに計画を立てるように、高歓は高澄に遺命した。
547年（武定5年）春、高歓が晋陽で死去すると、まもなく侯景が反乱を起こしたため、高澄が鄴に帰還し、段韶は晋陽の留守を任された。長楽郡公に封じられ、真定県男の別封を受け、并州刺史の任を代行した。
550年（天保元年）、北斉が建国されると、段韶は朝陵県および覇城県の別封を受け、特進の位を加えられた。また継母の梁氏のために安定郡君の封を求め、また覇城県侯の爵位を異母弟の段孝言に譲った。10月、尚書右僕射に任じられた。
552年（天保3年）、冀州刺史・六州大都督として出向し、善政で知られた。553年（天保4年）12月、南朝梁の将軍の東方白額がひそかに宿預に潜入し、北斉の南の国境地帯の民を扇動して長吏を殺害させたため、淮水と泗水の流域は騒然となった。554年（天保5年）2月、段韶はこれを討つために召還された。ときに梁の厳超達らの軍が涇州に迫り、陳霸先の率いる兵が広陵に侵攻してきたため、北斉の刺史の王敬宝が使者を送って急を告げた。また尹思令が1万人あまりを集めて、盱眙を襲撃しようとしていた。段韶は儀同の敬顕儁・堯難宗らに宿預を守らせ、自らは数千人の兵を率いて涇州に急行した。盱眙では段韶の軍がやってきたのを見て、尹思令が北に逃走した。進んで厳超達と合戦すると、これを撃破し、その戦艦や兵器を鹵獲した。広陵に赴くと、陳霸先が退却していたため、楊子柵まで追いかけて、揚州城を望み見て宿預へと帰った。6月、段韶が弁士を派遣して東方白額に利害を説くと、東方白額は開門して降伏した。段韶は東方白額を斬り、その弟たちとともに首級を鄴に送った。功績により、平原郡王に封じられた。555年（天保6年）、清河王高岳が郢州を攻め落とし、陸法和を捕らえると、段韶も郢州に入り、魯城を築き、新蔡に郭黙戍を立てて帰還した。558年（天保9年）12月、司空に上った。559年（天保10年）11月、司徒に転じた。560年（乾明元年）2月、大将軍となり、太子太師を兼ねた。561年（大寧元年）11月、大司馬に転じた。
562年（大寧2年）、并州刺史に任じられた。同年（河清元年）7月、高帰彦が冀州で乱を起こすと、段韶は東安王婁叡とともにこの反乱の鎮圧にあたった。太傅に転じ、高帰彦の所有していた果樹園1000畝を受け取った。
563年（河清2年）12月、北周の武帝が楊忠を派遣し、突厥の木汗可汗と連合して、北斉の晋陽を攻撃させた。北斉の武成帝は鄴から急行して晋陽の救援に向かった。ときに大雪が降った後で、周軍は歩兵を先頭にして西山から城西2里のところまで下ってきた。北斉の諸将はこれに逆撃を加えようとしたが、段韶は積雪の厚い中で積極的に攻撃するのは不利であるとして、積極的に動かず敵の疲労を待つよう進言した。564年（河清3年）1月、斉軍は周軍を破り、周軍の先鋒の歩兵を全滅させた。残余の周軍は日が暮れてから逃走した。段韶は騎兵を率いて追撃したが、追いつけずに帰還した。功績により懐州武徳郡公の別封を受け、太師に進んだ。
北周の大冢宰宇文護の母閻氏が北斉の中山宮に入れられていたが、宇文護は閻氏が生きていることを聞いて、閻氏の身柄の返還と通交を求めてきた。このとき突厥の侵攻を受けていたため、段韶は軍を率いて北辺の地にいた。武成帝は黄門の徐世栄を派遣して段韶の意見を求めた。段韶は北周を信用すべきでないむね意見したが、武成帝は聞き入れず、宇文護の母の身柄を北周に送った。
宇文護は母の身柄を受け取ると、まもなく和約を破棄し、尉遅迥らに北斉の洛陽を襲撃させた。北斉は蘭陵王高長恭・大将軍斛律光らの軍を派遣したが、邙山のふもとから進めず、洛陽の包囲を解くことができなかった。段韶は武成帝の許可を得て晋陽から1000騎を率いて南下し、高長恭らと合流すると、段韶が左軍、高長恭が中軍、斛律光が右軍となって、周軍と対峙した。段韶は周軍の前で宇文護の背信を非難すると、周軍は歩兵を前に出して山を登りながら攻撃を掛けてきた。段韶は騎兵で後退しながら戦い、敵歩兵の疲弊を待って、下馬して反攻をかけると、白兵戦によって周軍の戦線は崩れた。周軍は溪谷に追い落とされて死ぬ者が続出し、洛陽の包囲を解いて逃走した。邙山から穀水にかけての30里ほどに、周軍の遺棄した物資が山となった。武成帝が洛陽に赴き、河陰で酒宴を催して将士の労をねぎらうと、段韶は太宰に任じられ、霊武県公に封じられた。565年（河清4年）4月、段韶は太尉を兼ね、節を持ち皇帝の璽綬を奉じて皇太子高緯のもとに届けた。567年（天統3年）8月、左丞相に任じられ、永昌郡公に封じられた。
571年（武平2年）1月、晋州道を出て、定隴にいたり、威敵・平寇の2城を築いて帰還した。2月、北周の軍が攻撃してくると、段韶は右丞相の斛律光や太尉の蘭陵王高長恭らとともに防御にあたることになった。3月、西の国境に達した。慎重な態度を取る諸将を説得して、柏谷城を攻め落とし、北周の儀同の薛敬礼を捕らえ、敵の多くを斬首し、華谷に築城して、兵士を置いて帰還した。広平郡公に封じられた。
この月、北周がまた辺境を侵した。斛律光が先行してこれを討ち、段韶もまた軍を出した。5月、服秦城を攻めた。北周が姚襄城の南にあらたな城を築いて交通を遮断したため、段韶は北からこれを襲った。またひそかに兵を渡河させ、姚襄城の中に内応者を得ると、内外呼応して姚襄城を攻め落とし、儀同の若干顕宝らを捕らえた。6月、定陽を包囲したが、その城主の楊範が守りを固めて降伏しなかった。段韶は山に登って城の形勢を観望し、城を攻め立てた。7月、定陽の外城を落とし、多くの周兵を斬首した。段韶は軍中で病にかかったが、子城が落ちないのを見て、東南の包囲を薄くして城内の周兵を誘い出すことにした。周兵が夜間に逃走を図ったところを、伏兵で襲撃し、楊範らを捕らえた。
段韶は病が重くなり、軍に先んじて帰還した。功により楽陵郡公の別封を受けた。9月に病没した。仮黄鉞・使持節・都督朔并定趙冀滄斉兗梁洛晋建十二州諸軍事・相国・太尉・録尚書事・朔州刺史の位を追贈され、諡を忠武といった。長男の段懿が後を嗣いだ。

## 子女
- 段懿（字は徳猷。高歓の娘の潁川長公主を妻とした。行台右僕射・殿中尚書・兗州刺史）[55][54][52]
- 段深（字は徳深。武成帝の娘の東安公主を妻とした。徐州行台左僕射・徐州刺史。北周に入って、大将軍）[56][54][57]
- 段徳挙（北周に入り、高元海らとともに乱を起こして殺害された）[56][54]
- 段徳衡（開府儀同三司・済州刺史。北周の儀同大将軍）[56][54]
- 段亮（字は徳堪。儀同三司。隋の汴州刺史・汝南郡太守）[56][54][57]

## 伝記資料
- 『北斉書』巻16 列伝第8
- 『北史』巻54 列伝第42